# Арена рок
Арена рок (понякога наричан и стадионен рок, химн рок или корпоративен рок) (arena rock, stadium rock, anthem rock, corporate rock, industry rock на английски език) е термин, използван за описание на рок музика, която се изпълнява в големи пространства и на сцени, по-специално спортни зали в САЩ, за концерти или поредица от концерти, свързани в турнета. В музикално отношение рок групите често са от стиловете хардрок, хевиметъл и прогресив рок, но също се използват за по-търговски цели със звук, пригоден за радио, като включват голям брой рок-балади.

## Арена рок групи
- „Ей Си/Ди Си“
- „Аеросмит“
- „Ейша“
- Били Джоел
- „Блек Сабат“
- „Бон Джоуви“
- „Бостън“
- „Чийп Трик“
- „Дийп Пърпъл“
- „Дюран Дюран“
- „Ийгълс“
- „Флийтуд Мак“
- „Форинър“
- „Гънс Ен Роузис“
- „Джърни“
- „Джудас Прийст“
- „Канзас“
- „Кис“
- „Лед Зепелин“
- „Металика“
- „Найт Рейнджър“
- „Ар Е О Спийдвагон“
- Род Стюарт
- „Стикс“
- „Тото“
- „Ван Хален“
- „Йес“